# تپه شهراب ۱
تپه شهراب ۱ مربوط به سده‌های اولیه دوران‌های تاریخی پس از اسلام است و در شهرستان تفرش، بخش مرکزی، دهستان کوهپناه، روستای شهراب واقع شده و این اثر در تاریخ ۱۸ اسفند ۱۳۸۷ با شمارهٔ ثبت ۲۵۰۳۴ به‌عنوان یکی از آثار ملی ایران به ثبت رسیده است.